# Temelucha africana
Temelucha africana là một loài tò vò trong họ Ichneumonidae.